# Mupirocyna

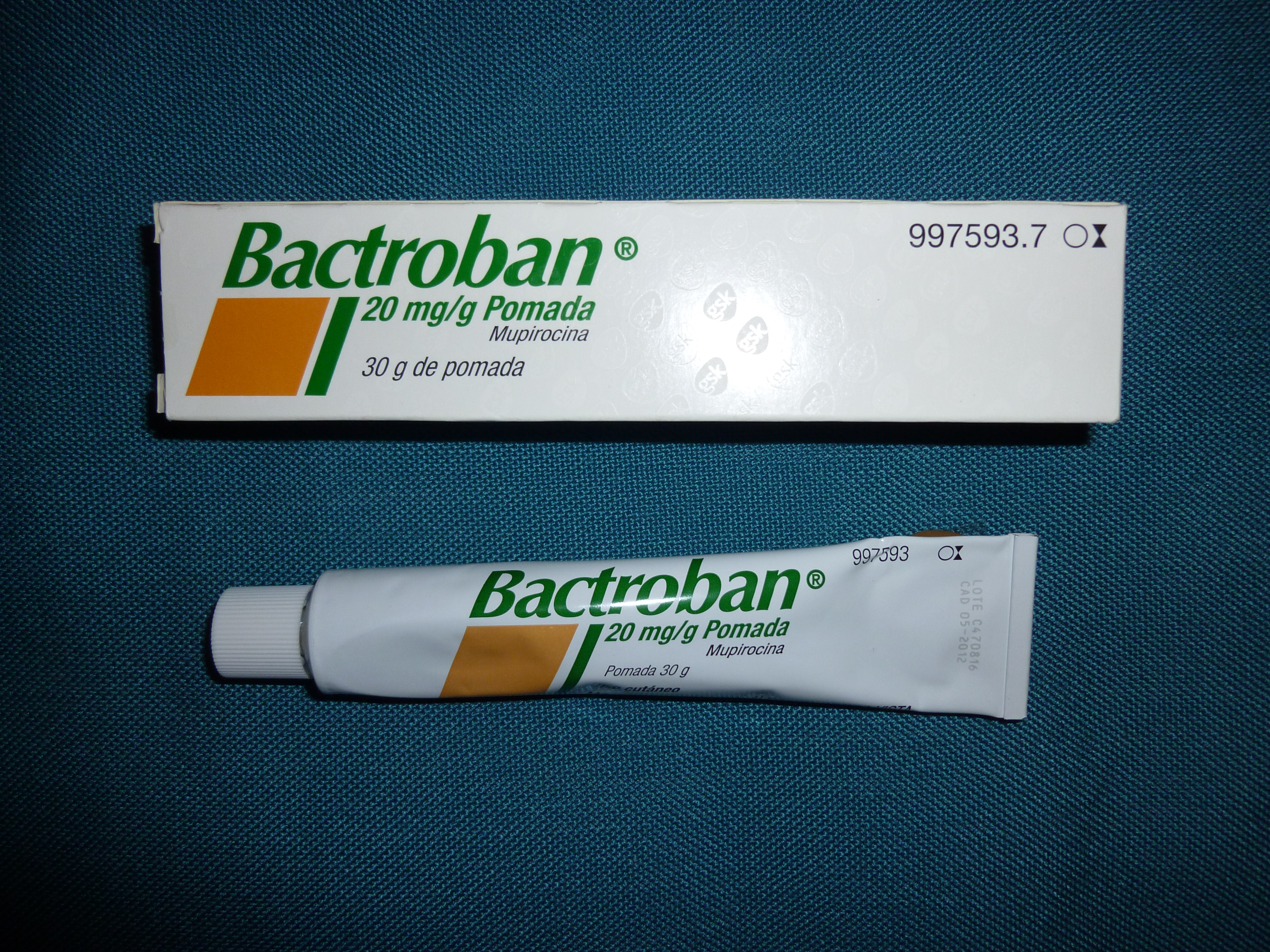
Preparat zawierający mupirocynę

Mupirocyna – organiczny związek chemiczny, antybiotyk wytwarzany przez Pseudomonas fluorescens. Zaliczana jest do grupy antybiotyków działających miejscowo, gdyż bardzo szybko rozkładana jest w organizmie do nieczynnego metabolitu, a przez skórę wchłania się bardzo wolno.

## Mechanizm działania
Hamuje syntezę białka bakteryjnego poprzez hamowanie izoleucynowej syntetazy tRNA.

## Zakres działania
Bakteriostatyczne na ziarenkowce Gram-dodatnie, głównie na gronkowce (w tym szczepy metycylinooporne). Szybko narasta oporność na mupirocynę, ze względu na jej częste stosowanie, dlatego należy stosować ją tylko w sytuacjach koniecznych.

## Wskazania
Leczenie pierwotnych zakażeń skóry, takich jak liszajec, zakażenia mieszków włosowych, czyraczność, leczenie wtórnych zakażeń w przebiegu dermatoz oraz profilaktyka zakażeń zmian urazowych skóry, takich jak niewielkie rany szarpane, rany szyte lub otarcia naskórka. Eliminacja nosicielstwa gronkowców (w tym także metycylinoopornych) z jamy nosowej.

## Ciąża i laktacja
Kategoria B. Nie istnieją dane na temat wpływu mupirocyny na ludzki płód, więc należy ją stosować, tylko gdy spodziewane korzyści dla matki przewyższają potencjalne ryzyko dla płodu. Brak również danych dotyczących wydzielania mupirocyny z pokarmem kobiecym. W trakcie leczenia popękanych brodawek sutkowych należy je dokładnie umyć przed karmieniem piersią.

## Działania niepożądane
W przypadku podania na skórę rzadko mogą wystąpić objawy podrażnienia w miejscu aplikacji – świąd, pieczenie, pokrzywka, zaczerwienienie i inne. Oprócz reakcji skórnych w przypadku podaniu do jamy nosowej mogą wystąpić reakcje ze strony błony śluzowej.

## Postacie leku
- Maść lub krem na skórę
- Maść do nosa